# Premier Division de la Liga de Irlanda
La Premier Division de la Liga de Irlanda —en inglés: League of Ireland Premier Division, conocida como SSE Airtricity League por motivos de patrocinio— es la máxima categoría masculina de fútbol del sistema de ligas de la República de Irlanda. Es organizada desde 1921 por la Asociación de Fútbol de Irlanda (FAI), y se celebra bajo su formato actual desde la temporada 1985-86. 
La competición se puso en marcha en 1921, después de la partición irlandesa, cuando los clubes de la actual Irlanda abandonaron la Asociación de Fútbol (FAI) para crear su propia federación y un nuevo campeonato de liga. Durante seis décadas se mantuvo un formato de división única, hasta que en 1985 se estableció el modelo vigente de ascensos y descensos. Desde la temporada 2003 se disputa en los meses de verano. 
El Dundalk FC es el equipo más laureado bajo el sistema actual, mientras que el Shamrock Rovers FC ostenta el récord de campeonatos nacionales desde la primera edición.

## Historia
Los orígenes de la liga irlandesa se remontan a la fundación en 1921 de la Asociación de Fútbol de Irlanda (FAI), compuesta por clubes de Leinster que se habían retirado de la IFA. La temporada inaugural de 1921-22 contó con la participación ocho equipos de Dublín y tuvo al St. James's Gate como primer vencedor. A raíz de la formación del Estado Libre Irlandés en 1922, los clubes de la República de Irlanda se unieron a la FAI, mientras que los de Irlanda del Norte permanecieron en la IFA. Durante décadas la liga irlandesa estuvo dominada por tres clubes dublineses: Shamrock Rovers, Bohemian y Shelbourne Hubo que esperar a 1933 para ver al primer campeón de fuera de la capital, el Dundalk FC
La liga irlandesa tuvo una notable competencia a mediados del siglo XX por la irrupción de nuevos clubes como el St Patrick's Athletic, el Cork United, el Waterford United y el Athlone Town, si bien se mantuvo una categoría única de carácter semiprofesional. En 1984 la IFA organizó un sistema de ligas con ascensos y descensos, lo que permitía la inscripción de clubes con menor presupuesto, y se produjo el polémico ingreso del Derry City FC, un club norirlandés que había abandonado ese campeonato a raíz de conflicto de Irlanda del Norte. El torneo estuvo marcado durante años por su igualdad, hasta que en los años 1980 el Shamrock Rovers se desmarcó con cuatro ligas consecutivas.
La reorganización profesional de la liga inglesa y de la liga escocesa, así como la marcha de los mejores jugadores irlandeses a ambas ligas, conllevó el desinterés del público por su propio torneo. La FAI trató de impulsar un plan de profesionalización: en 2003 se adoptó un calendario de año natural con partidos en verano, para no coincidir con las grandes ligas europeas, y se estableció una promoción restringida entre las divisiones profesionales y las regionales. Desde 2006 el campeonato es organizado por los clubes participantes bajo supervisión de la FAI. La puesta en marcha del nuevo escenario coincidió con el estallido de la crisis financiera irlandesa, por lo que hubo entidades a las que les costó adaptarse, renunciaron al sistema profesional o incluso desaparecieron. No obstante, ha servido a medio plazo para mejorar tanto la gestión deportiva como la competitividad del torneo. Desde la década de 2010 el mayor dominador ha sido el Dundalk FC

## Participantes

### Temporada 2025
| Club                  | Ciudad              | Estadio           | Capacidad |
| --------------------- | ------------------- | ----------------- | --------- |
| Bohemian              | Dublín              | Dalymount Park    | 7000      |
| Cork City             | Cork                | Turners Cross     | 7485      |
| Derry City            | Derry (I.N.)        | Brandywell        | 7500      |
| Drogheda United       | Drogheda            | United Park       | 2000      |
| Galway United         | Galway              | Eamonn Deacy Park | 4300      |
| Shamrock Rovers       | Dublín              | Tallaght Stadium  | 8600      |
| Shelbourne            | Dublín (Drumcondra) | Tolka Park        | 3600      |
| Sligo Rovers          | Sligo               | The Showgrounds   | 5500      |
| St Patrick's Athletic | Dublín              | Richmond Park     | 5340      |
| Waterford             | Waterford           | Waterford RSC     | 5160      |

## Sistema de competición
La Premier División es organizada —conjuntamente con la First Division— por la Asociación de Fútbol de Irlanda (FAI) y los clubes participantes. Cuenta con la participación de diez equipos y cada temporada comienza en febrero para terminar en octubre del mismo año. Siguiendo un sistema de liga, se enfrentan todos contra todos en cuatro ocasiones —dos en campo propio y dos en campo contrario— hasta sumar 36 jornadas. El orden de los encuentros se decide por sorteo antes de empezar la competición.
La clasificación final se establece con arreglo a los puntos totales obtenidos por cada equipo al finalizar el campeonato. Los equipos obtienen tres puntos por cada partido ganado, un punto por cada empate y ningún punto por los partidos perdidos. Si al finalizar el campeonato dos equipos igualan a puntos, los mecanismos para desempatar la clasificación son los siguientes:
1. El que tenga una mayor diferencia entre goles a favor y en contra según el resultado de los partidos jugados entre ellos.
2. El que tenga la mayor diferencia de goles a favor teniendo en cuenta todos los obtenidos y recibidos en el transcurso de la competición.
3. El club que haya marcado más goles.

El equipo que más puntos sume en la última jornada será proclamado campeón de Liga y obtendrá el derecho automático a participar en la fase clasificatoria de la Liga de Campeones de la UEFA. El segundo y tercer clasificado, así como el campeón de la Copa de Irlanda, podrán disputar la fase clasificatoria de la Liga Europa Conferencia de la UEFA. En caso de que el campeón de Copa esté entre los tres primeros, la plaza pasa automáticamente al cuarto clasificado.
El último clasificado desciende a la Primera División de Irlanda y, de esta, ascenderá recíprocamente el campeón de la división inferior. El penúltimo disputa una promoción a partido único contra el campeón de un play-off por el ascenso entre cuatro clubes de la división inferior, del segundo al quinto clasificado. La FAI se reserva el derecho a rechazar cualquier participante que no cumpla los criterios económicos impuestos por la organización.
Los clubes participantes de la Liga de Irlanda forman parte de un sistema con participación cerrada. Si un club de categorías regionales o una nueva entidad quieren participar en el sistema nacional, deberán solicitar una licencia a la FAI y cumplir los requisitos impuestos por la organización.

## Historial

### Liga de Irlanda
| Temporada | Campeón                   | Subcampeón                | Tercero             | Máximo goleador                  | Club                                   | Goles |
| --------- | ------------------------- | ------------------------- | ------------------- | -------------------------------- | -------------------------------------- | ----- |
| 1921-22   | St. James's Gate FC       | Bohemian FC               | Shelbourne FC       | Jack Kelly                       | St. James's Gate FC                    | 11    |
| 1922-23   | Shamrock Rovers FC        | Shelbourne FC             | Bohemian FC         | Bob Fullam                       | Shamrock Rovers FC                     | 27    |
| 1923-24   | Bohemian FC               | Shelbourne FC             | Jacobs FC           | Dave Roberts                     | Bohemian FC                            | 20    |
| 1924-25   | Shamrock Rovers FC        | Bohemian FC               | Shelbourne FC       | Billy Farrell                    | Shamrock Rovers FC                     | 25    |
| 1925-26   | Shelbourne FC             | Shamrock Rovers FC        | Fordsons FC         | Billy Farrell                    | Shamrock Rovers FC                     | 24    |
| 1926-27   | Shamrock Rovers FC        | Shelbourne FC             | Bohemian FC         | David Byrne John McMillan        | Shamrock Rovers FC Shelbourne FC       | 17    |
| 1927-28   | Bohemian FC               | Shelbourne FC             | Shamrock Rovers FC  | Charlie Heinemann                | Fordsons FC                            | 24    |
| 1928-29   | Shelbourne FC             | Bohemian FC               | Shamrock Rovers FC  | Eddie Carroll                    | Dundalk FC                             | 17    |
| 1929-30   | Bohemian FC               | Shelbourne FC             | Shamrock Rovers FC  | Johnny Ledwidge                  | Shelbourne FC                          | 16    |
| 1930-31   | Shelbourne FC             | Dundalk FC                | Bohemian FC         | Alex Hair                        | Shelbourne FC                          | 29    |
| 1931-32   | Shamrock Rovers FC        | Cork FC                   | Waterford United FC | Pearson Ferguson Jack Forster    | Cork FC Waterford United FC            | 21    |
| 1932-33   | Dundalk FC                | Shamrock Rovers FC        | Shelbourne FC       | George Ebbs                      | St. James's Gate FC                    | 20    |
| 1933-34   | Bohemian FC               | Cork FC                   | Shamrock Rovers FC  | Alf Rigby                        | St. James's Gate FC                    | 13    |
| 1934-35   | Dolphin FC                | St. James's Gate FC       | Sligo Rovers FC     | Alf Rigby                        | St. James's Gate FC                    | 17    |
| 1935-36   | Bohemian FC               | Dolphin FC                | Cork FC             | Jimmy Turnbull                   | Cork FC                                | 37    |
| 1936-37   | Sligo Rovers FC           | Waterford United FC       | Dundalk FC          | Bob Slater                       | Shelbourne FC                          | 20    |
| 1937-38   | Shamrock Rovers FC        | Waterford United FC       | Dundalk FC          | Willie Byrne                     | St. James's Gate FC                    | 25    |
| 1938-39   | Shamrock Rovers FC        | Sligo Rovers FC           | Dundalk FC          | Paddy Bradshaw                   | St. James's Gate FC                    | 22    |
| 1939-40   | St. James's Gate FC       | Shamrock Rovers FC        | Sligo Rovers FC     | Paddy Bradshaw                   | St. James's Gate FC                    | 29    |
| 1940-41   | Cork United FC            | Waterford United FC       | Bohemian FC         | Mick O'Flanagan                  | Bohemian FC                            | 19    |
| 1941-42   | Cork United FC            | Shamrock Rovers FC        | Shelbourne FC       | Tommy Byrne                      | Limerick FC                            | 20    |
| 1942-43   | Cork United FC            | Dundalk FC                | Drumcondra FC       | Sean McCarthy                    | Cork United FC                         | 16    |
| 1943-44   | Shelbourne FC             | Limerick FC               | Shamrock Rovers FC  | Sean McCarthy                    | Cork United FC                         | 16    |
| 1944-45   | Cork United FC            | Limerick FC               | Shamrock Rovers FC  | Sean McCarthy                    | Cork United FC                         | 26    |
| 1945-46   | Cork United FC            | Drumcondra FC             | Waterford United FC | Paddy O'Leary                    | Cork United FC                         | 15    |
| 1946-47   | Shelbourne FC             | Drumcondra FC             | Shamrock Rovers FC  | Paddy Coad Alf Hanson            | Shamrock Rovers FC Shelbourne FC       | 11    |
| 1947-48   | Drumcondra FC             | Dundalk FC                | Shelbourne FC       | Sean McCarthy                    | Cork United FC                         | 13    |
| 1948-49   | Drumcondra FC             | Shelbourne FC             | Dundalk FC          | Eugene Noonan Paddy O'Leary      | Waterford United FC Cork Athletic FC   | 12    |
| 1949-50   | Cork Athletic FC          | Drumcondra FC             | Shelbourne FC       | Dave McCulloch                   | Waterford United FC                    | 19    |
| 1950-51   | Cork Athletic FC          | Sligo Rovers FC           | Drumcondra FC       | Dessie Glynn                     | Drumcondra FC                          | 20    |
| 1951-52   | St. Patrick's Athletic FC | Shelbourne FC             | Shamrock Rovers FC  | Shay Gibbons                     | St. Patrick's Athletic FC              | 26    |
| 1952-53   | Shelbourne FC             | Drumcondra FC             | Shamrock Rovers FC  | Shay Gibbons                     | St. Patrick's Athletic FC              | 22    |
| 1953-54   | Shamrock Rovers FC        | Evergreen United FC       | Drumcondra FC       | Danny Jordan                     | Bohemian FC                            | 14    |
| 1954-55   | St. Patrick's Athletic FC | Waterford United FC       | Shamrock Rovers FC  | Jimmy Gauld                      | Waterford United FC                    | 30    |
| 1955-56   | St. Patrick's Athletic FC | Shamrock Rovers FC        | Waterford United FC | Shay Gibbons                     | St. Patrick's Athletic FC              | 21    |
| 1956-57   | Shamrock Rovers FC        | Drumcondra FC             | Sligo Rovers FC     | Tommy Hamilton Donal Leahy       | Shamrock Rovers FC Evergreen United FC | 15    |
| 1957-58   | Drumcondra FC             | Shamrock Rovers FC        | Evergreen United FC | Donal Leahy                      | Evergreen United FC                    | 16    |
| 1958-59   | Shamrock Rovers FC        | Evergreen United FC       | Waterford United FC | Donal Leahy                      | Evergreen United FC                    | 22    |
| 1959-60   | Limerick FC               | Cork Celtic FC            | Shelbourne FC       | Austin Noonan                    | Cork Celtic FC                         | 27    |
| 1960-61   | Drumcondra FC             | St. Patrick's Athletic FC | Waterford United FC | Dan McCaffrey                    | Drumcondra FC                          | 29    |
| 1961-62   | Shelbourne FC             | Cork Celtic FC            | Shamrock Rovers FC  | Eddie Bailham                    | Shamrock Rovers FC                     | 21    |
| 1962-63   | Dundalk FC                | Waterford United FC       | Drumcondra FC       | Mick Lynch                       | Waterford United FC                    | 12    |
| 1963-64   | Shamrock Rovers FC        | Dundalk FC                | Limerick FC         | Eddie Bailham Jimmy Hasty        | Shamrock Rovers FC Dundalk FC          | 18    |
| 1964-65   | Drumcondra FC             | Shamrock Rovers FC        | Bohemian FC         | Jackie Mooney                    | Shamrock Rovers FC                     | 16    |
| 1965-66   | Waterford United FC       | Shamrock Rovers FC        | Bohemian FC         | Mick Lynch                       | Waterford United FC                    | 17    |
| 1966-67   | Dundalk FC                | Bohemian FC               | Sligo Rovers FC     | Johnny Brooks Danny Hale         | Sligo Rovers FC Dundalk FC             | 15    |
| 1967-68   | Waterford United FC       | Dundalk FC                | Cork Celtic FC      | Carl Davenport Ben Hannigan      | Cork Celtic FC Dundalk FC              | 15    |
| 1968-69   | Waterford United FC       | Shamrock Rovers FC        | Cork Hibernians FC  | Mick Leech                       | Shamrock Rovers FC                     | 19    |
| 1969-70   | Waterford United FC       | Shamrock Rovers FC        | Cork Hibernians FC  | Brendan Bradley                  | Finn Harps FC                          | 18    |
| 1970-71   | Cork Hibernians FC        | Shamrock Rovers FC        | Waterford United FC | Brendan Bradley                  | Finn Harps FC                          | 20    |
| 1971-72   | Waterford United FC       | Cork Hibernians FC        | Bohemian FC         | Alfie Hale Tony Marsden          | Waterford United FC Cork Hibernians FC | 22    |
| 1972-73   | Waterford United FC       | Finn Harps FC             | Bohemian FC         | Alfie Hale Terry Harkin          | Waterford United FC Finn Harps FC      | 20    |
| 1973-74   | Cork Celtic FC            | Bohemian FC               | Cork Hibernians FC  | Terry Flanagan Turlough O'Connor | Bohemian FC                            | 18    |
| 1974-75   | Bohemian FC               | Athlone Town FC           | Finn Harps FC       | Brendan Bradley                  | Finn Harps FC                          | 21    |
| 1975-76   | Dundalk FC                | Finn Harps FC             | Waterford United FC | Brendan Bradley                  | Finn Harps FC                          | 29    |
| 1976-77   | Sligo Rovers FC           | Bohemian FC               | Drogheda United FC  | Syd Wallace                      | Waterford United FC                    | 16    |
| 1977-78   | Bohemian FC               | Finn Harps FC             | Drogheda United FC  | Turlough O'Connor                | Bohemian FC                            | 24    |
| 1978-79   | Dundalk FC                | Bohemian FC               | Drogheda United FC  | John Delamere                    | Shelbourne FC                          | 17    |
| 1979-80   | Limerick United           | Dundalk FC                | Athlone Town FC     | Alan Campbell                    | Shamrock Rovers FC                     | 22    |
| 1980-81   | Athlone Town FC           | Dundalk FC                | Limerick United     | Eugene Davis                     | Athlone Town FC                        | 23    |
| 1981-82   | Dundalk FC                | Shamrock Rovers FC        | Bohemian FC         | Michael O'Connor                 | Athlone Town FC                        | 22    |
| 1982-83   | Athlone Town FC           | Drogheda United FC        | Dundalk FC          | Noel Larkin                      | Athlone Town FC                        | 18    |
| 1983-84   | Shamrock Rovers FC        | Bohemian FC               | Athlone Town FC     | Alan Campbell                    | Shamrock Rovers FC                     | 24    |
| 1984-85   | Shamrock Rovers FC        | Bohemian FC               | Athlone Town FC     | Tommy Gaynor Michael O'Connor    | Limerick City Athlone Town FC          | 17    |

### FAI Premier Division
| Temporada | Campeón                   | Subcampeón                | Tercero                   | Máximo goleador                | Club                             | Goles |
| --------- | ------------------------- | ------------------------- | ------------------------- | ------------------------------ | -------------------------------- | ----- |
| 1985-86   | Shamrock Rovers FC        | Galway United FC          | Dundalk FC                | Tommy Gaynor                   | Limerick City                    | 15    |
| 1986-87   | Shamrock Rovers FC        | Dundalk FC                | Bohemian FC               | Mick Byrne                     | Shamrock Rovers FC               | 12    |
| 1987-88   | Dundalk FC                | St. Patrick's Athletic FC | Bohemian FC               | Jonathan Speak                 | Derry City FC                    | 24    |
| 1988-89   | Derry City FC             | Dundalk FC                | Limerick City             | Billy Hamilton                 | Limerick City                    | 21    |
| 1989-90   | St. Patrick's Athletic FC | Derry City FC             | Dundalk FC                | Mark Ennis                     | St. Patrick's Athletic FC        | 19    |
| 1990-91   | Dundalk FC                | Cork City FC              | St. Patrick's Athletic FC | Peter Hanrahan                 | Dundalk FC                       | 18    |
| 1991-92   | Shelbourne FC             | Derry City FC             | Cork City FC              | John Caulfield                 | Cork City FC                     | 16    |
| 1992-93   | Cork City FC              | Bohemian FC               | Shelbourne FC             | Pat Morley                     | Cork City FC                     | 20    |
| 1993-94   | Shamrock Rovers FC        | Cork City FC              | Galway United FC          | Stephen Geoghegan              | Shamrock Rovers FC               | 23    |
| 1994-95   | Dundalk FC                | Derry City FC             | Shelbourne FC             | John Caulfield                 | Cork City FC                     | 16    |
| 1995-96   | St. Patrick's Athletic FC | Bohemian FC               | Sligo Rovers FC           | Stephen Geoghegan              | Shelbourne FC                    | 19    |
| 1996-97   | Derry City FC             | Bohemians FC              | Shelbourne FC             | Tony Cousins Stephen Geoghegan | Shamrock Rovers FC Shelbourne FC | 16    |
| 1997-98   | St. Patrick's Athletic FC | Shelbourne FC             | Cork City FC              | Stephen Geoghegan              | Shelbourne FC                    | 17    |
| 1998-99   | St. Patrick's Athletic FC | Cork City FC              | Shelbourne FC             | Trevor Molloy                  | St. Patrick's Athletic FC        | 15    |
| 1999-00   | Shelbourne FC             | Cork City FC              | Bohemian FC               | Pat Morley                     | Cork City FC                     | 20    |
| 2000-01   | Bohemian FC               | Shelbourne FC             | Cork City FC              | Glen Crowe                     | Bohemian FC                      | 25    |
| 2001-02   | Shelbourne FC             | Shamrock Rovers FC        | St. Patrick's Athletic FC | Glen Crowe                     | Bohemian FC                      | 21    |
| 2002-03   | Bohemian FC               | Shelbourne FC             | Shamrock Rovers FC        | Glen Crowe                     | Bohemian FC                      | 18    |
| 2003      | Shelbourne FC             | Bohemian FC               | Cork City FC              | Jason Byrne                    | Shelbourne FC                    | 21    |
| 2004      | Shelbourne FC             | Cork City FC              | Bohemian FC               | Jason Byrne                    | Shelbourne FC                    | 25    |
| 2005      | Cork City FC              | Derry City FC             | Shelbourne FC             | Jason Byrne                    | Shelbourne FC                    | 22    |
| 2006      | Shelbourne FC             | Derry City FC             | Drogheda United FC        | Jason Byrne                    | Shelbourne FC                    | 15    |
| 2007      | Drogheda United FC        | St. Patrick's Athletic FC | Bohemian FC               | David Mooney                   | Longford Town FC                 | 19    |
| 2008      | Bohemian FC               | St. Patrick's Athletic FC | Derry City FC             | Mark Farren                    | Derry City FC                    | 16    |
| 2009      | Bohemian FC               | Shamrock Rovers FC        | Cork City FC              | Gary Twigg                     | Shamrock Rovers FC               | 24    |
| 2010      | Shamrock Rovers FC        | Bohemian FC               | Sligo Rovers FC           | Gary Twigg                     | Shamrock Rovers FC               | 20    |
| 2011      | Shamrock Rovers FC        | Sligo Rovers FC           | Derry City FC             | Éamon Zayed                    | Derry City FC                    | 22    |
| 2012      | Sligo Rovers FC           | Drogheda United FC        | St. Patrick's Athletic FC | Gary Twigg                     | Shamrock Rovers FC               | 20    |
| 2013      | St. Patrick's Athletic FC | Dundalk FC                | Sligo Rovers FC           | Rory Patterson                 | Derry City FC                    | 18    |
| 2014      | Dundalk FC                | Cork City FC              | St. Patrick's Athletic FC | Patrick Hoban                  | Dundalk FC                       | 20    |
| 2015      | Dundalk FC                | Cork City FC              | Shamrock Rovers FC        | Richie Towell                  | Dundalk FC                       | 23    |
| 2016      | Dundalk FC                | Cork City FC              | Derry City FC             | Sean Maguire                   | Cork City FC                     | 18    |
| 2017      | Cork City FC              | Dundalk FC                | Shamrock Rovers FC        | Sean Maguire                   | Cork City FC                     | 20    |
| 2018      | Dundalk FC                | Cork City FC              | Shamrock Rovers FC        | Patrick Hoban                  | Dundalk FC                       | 29    |
| 2019      | Dundalk FC                | Shamrock Rovers FC        | Bohemian FC               | Junior Ogedi-Uzokwe            | Derry City FC                    | 14    |
| 2020      | Shamrock Rovers FC        | Bohemian FC               | Dundalk FC                | Patrick Hoban                  | Dundalk FC                       | 10    |
| 2021      | Shamrock Rovers FC        | St. Patrick's Athletic FC | Sligo Rovers FC           | Georgie Kelly                  | Bohemian FC                      | 21    |
| 2022      | Shamrock Rovers FC        | Derry City FC             | Dundalk FC                | Aidan Keena                    | Sligo Rovers FC                  | 18    |
| 2023      | Shamrock Rovers FC        | Derry City FC             | St. Patrick's Athletic FC | Jonathan Afolabi               | Bohemian FC                      | 15    |
| 2024      | Shelbourne FC             | Shamrock Rovers FC        | St. Patrick's Athletic FC | Patrick Hoban Pádraig Amond    | Derry City FC Waterford FC       | 14    |

## Palmarés
| Club                      | Títulos | Subtítulos | Años de los campeonatos |
| ------------------------- | ------- | ---------- | --- |
| Shamrock Rovers FC        | 21      | 15         | 1922–23, 1924–25, 1926–27, 1931–32, 1937–38, 1938–39, 1953–54, 1956–57, 1958–59, 1963–64, 1983–84, 1984–85, 1985–86, 1986–87, 1993–94, 2010, 2011, 2020, 2021, 2022, 2023 |
| Dundalk FC                | 14      | 12         | 1932–33, 1962–63, 1966–67, 1975–76, 1978–79, 1981–82, 1987–88, 1990–91, 1994–95, 2014, 2015, 2016, 2018, 2019                                                             |
| Shelbourne FC             | 14      | 10         | 1925–26, 1928–29, 1930–31, 1943–44, 1946–47, 1952–53, 1961–62, 1991–92, 1999–00, 2001–02, 2003, 2004, 2006, 2024                                                          |
| Bohemians FC              | 11      | 15         | 1923–24, 1927–28, 1929–30, 1933–34, 1935–36, 1974–75, 1977–78, 2000–01, 2002–03, 2008, 2009                                                                               |
| St. Patrick's Athletic FC | 8       | 5          | 1951–52, 1954–55, 1955–56, 1989–90, 1995–96, 1997–98, 1998–99, 2013 |
| Waterford FC              | 6       | 4          | 1965–66, 1967–68, 1968–69, 1969–70, 1971–72, 1972–73 |
| Drumcondra FC             | 5       | 5          | 1947–48, 1948–49, 1957–58, 1960–61, 1964–65 |
| Cork United FC †          | 5       | –          | 1940–41, 1941–42, 1942–43, 1944–45, 1945–46 |
| Cork City FC              | 3       | 9          | 1992–93, 2005, 2017 |
| Sligo Rovers FC           | 3       | 3          | 1936–37, 1976–77, 2012 |
| Derry City FC             | 2       | 7          | 1988–89, 1996–97 |
| Limerick FC †             | 2       | 2          | 1959–60, 1979–80 |
| Athlone Town FC           | 2       | 1          | 1980–81, 1982–83 |
| Saint James's Gate FC     | 2       | 1          | 1921–22, 1939–40 |
| Cork Athletic FC †        | 2       | –          | 1949–50, 1950–51 |
| Cork Celtic FC †          | 1       | 2          | 1973-74 |
| Drogheda United FC        | 1       | 2          | 2007 |
| Dolphin FC †              | 1       | 1          | 1934-35 |
| Cork Hibernians FC †      | 1       | 1          | 1970-71 |
| Finn Harps FC             | -       | 3          | |
| Evergreen United FC †     | -       | 2          | |
| Cork FC †                 | -       | 2          | |
| Galway United FC          | -       | 1          | |

- † Equipo desaparecido.